# Bambusa truncata
Bambusa truncata là một loài thực vật có hoa trong họ Hòa thảo. Loài này được B.M.Yang mô tả khoa học đầu tiên năm 1989.